# Акуша
Акуша́ (дарг. Ахъуша — «Верхнее село») — село в Республике Дагестан. Административный центр Акушинского района и одноимённого сельсовета.

## География
Селение расположено в 120 км к юго-западу от Махачкалы, в долине одноимённой реки Акуша (приток Казикумухского Койсу) в Нагорном Дагестане. Делится на 6 кварталов: Первая Дайша, Вторая Дайша, Хъарша, Хьарша, Панжа и Семга.

## Население
| 1888  | 1895  | 1926  | 1939  | 1959  | 1970  |
| ----- | ----- | ----- | ----- | ----- | ----- |
| 7034  | ↘2349 | ↗2518 | ↗3161 | ↘3129 | ↗4099 |
| 1979  | 1989  | 2002  | 2010  | 2021  |       |
| ↘3713 | ↘3606 | ↗4493 | ↗4697 | ↘4599 |       |

Известные уроженцы

## История

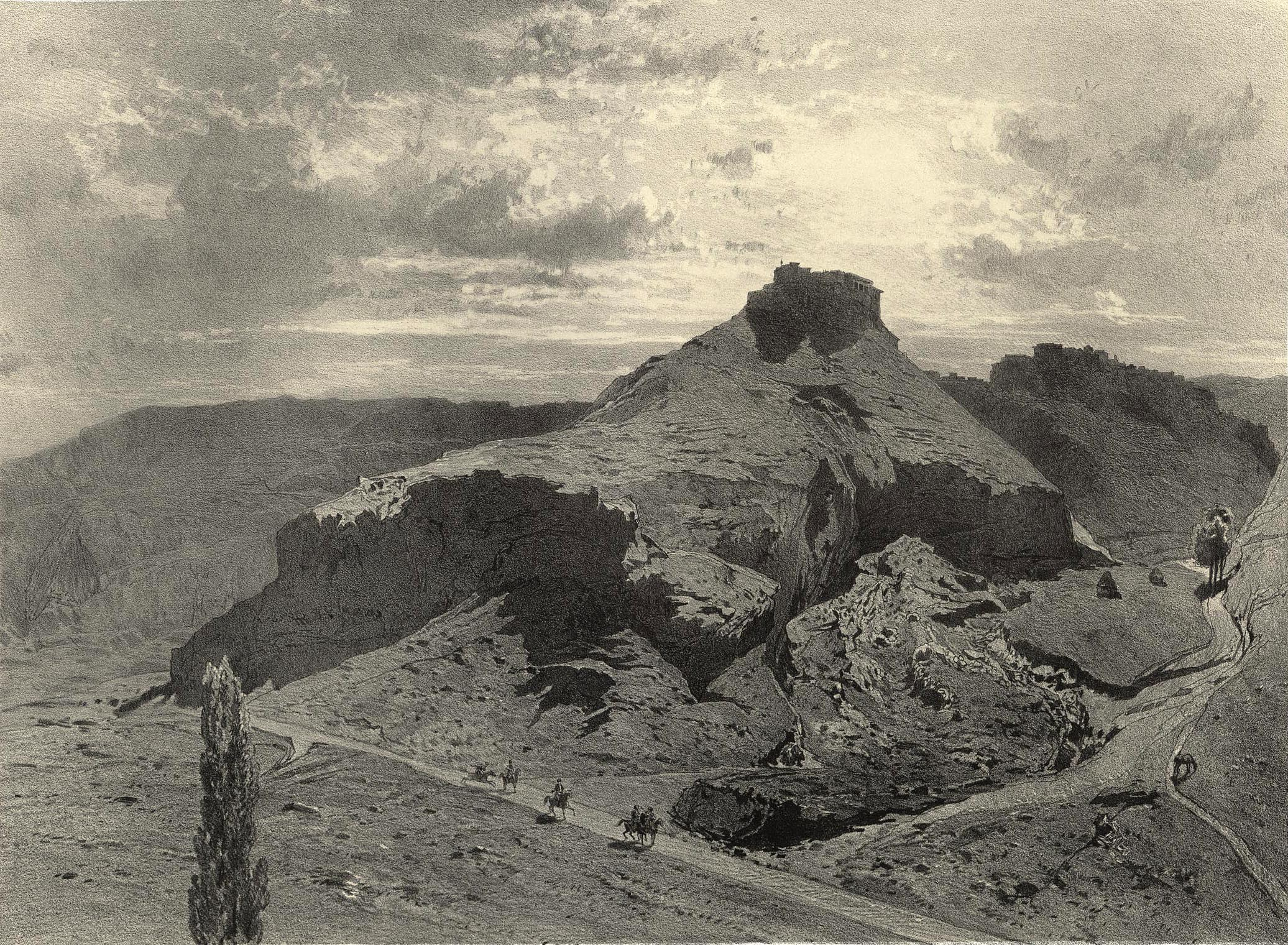
Акуша. Картина Григория Гагарина, 1847 год.

В прошлом село являлось центром конфедерации Акуша-Дарго.
Касательно основания села существует две версии одного распространённого предания:
- После какого-то военного бедствия уцелевшие жители местного плато стекались у возвышенности Эла-Дубура, где было основано Бек-Ши (с дарг.  — «главное село»). По какой-то причине жители покинули его — выходцы основали Губден и ещё 9 горных джамаатов (в том числе Акуша). Оставленные земли были признаны общими для 10 образовавшихся сёл. Их было решено не дробить, а использовать поочерёдно.
- Согласно другой версии, исконное селение находилось на горе Шамхал в урочище Шибарк (с дарг.  — «место села»). Но после войны уцелело лишь 12 мужчин с семьями: село было разрушено. Тогда они решили расселиться. Трое основали Губден, остальные — девять крупных горных сёл: Кадар, Мекеги, Акуша, Усиша, Цудахар, Гапшима, Муги, Сирха и Урахи[14].

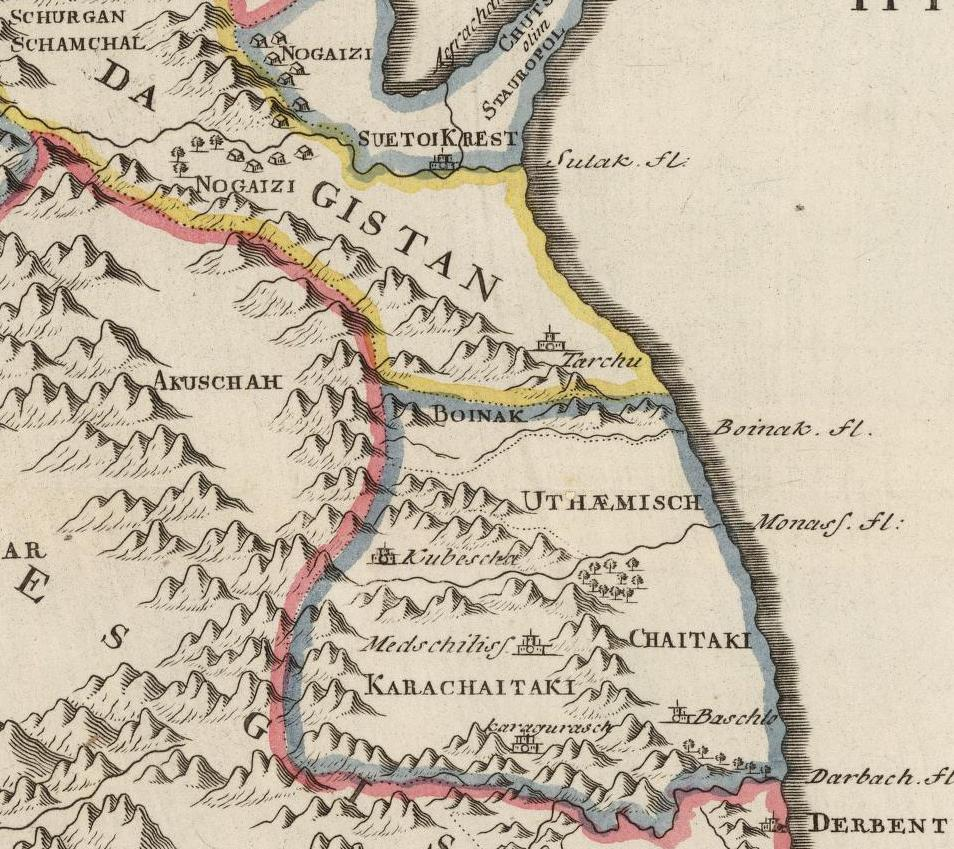
Акуша («Akuschah») на карте Гербера 1728 года

Гасан Алкадари писал, что в период мусульманского завоевания Дагестана в Акуше была построена большая мечеть и там был назначен кадий. По преданиям, арабы построили мечеть в местности «колодец Шейха» (дарг. Шейхла гIинизла) в нескольких километрах от современного Акуша.
Первые надёжные письменные сведения о селе относятся к 1493 году, это запись на книге Ал-Газали «Талим ал-Мутаалим», которая была переписана Идрисом сыном Ахмада 29 мая 1493 года в Акуша.
На местном кладбище были найдены надгробия могил, датируемых 1572, 1652 и 1666 годами. Эпитафия одной из могил гласит: «Это могила Т-б-ка ибн Наджм ад-Дина, мученика, который умер в бою с неверными в начале сафара 980 года (по хиджре). Да осветит Аллах его могилу!».
Путешествовавший по Даргинскому округу в 1873 году Владимир Вилльер де Лиль-Адам писал:
Акуша живописно лежить частію на крутой скалѣ, частію въ узкомъ ущельи, гдѣ протекаетъ быстрая рѣчка, около которой на краю аула, находится мельница, окруженная молодыми ветлами и пирамидальными тополями; ветлы растуть вездѣ
Во время Великой Отечественной войны около 300 акушинцев было взято в армию, рабочей силой оставались женщины и пожилые люди. 600 женщин-колхозниц отправились по трудовой мобилизации на постройку оборонительных рубежей. Мобилизованные работали все лето и осень 1942 года, вернулись в колхоз только в декабре.

## Этимология
Название села состоит из двух даргинских элементов: Ахъу — означает «наверху», «верхний», ша — «село». Это очень точно передает расположение старого селения Акуша на местности, которое находилось на крутом, обрывистом холме, резко выступающем над долиной и имеющем платообразную поверхность.